# Zhao Zhaoyi
Zhao Zhaoyi (chino simplificado= 赵昭仪) es una actriz china.

## Biografía
Se graduó de la Universidad de Comunicación de Zhejiang (Universidad de Medios y Comunicaciones de Zhejiang).
Sale con el actor chino Yuan Hao.

## Carrera
Desde el 2018 es miembro de la agencia MangoTV (芒果TV).
El 17 de julio de 2019 se unió al elenco principal de la serie Rules of Zoovenia donde interpretó a He Xiaoqing, una joven que ha estado ayudando en un centro de bienestar comunitario desde que era una niña, que pronto tiene la oportunidad de estudiar en una escuela prestigiosa, hasta el final de la serie el 14 de agosto del mismo año.
El 30 de noviembre del mismo año se unió al elenco principal de la serie The Romance of Hua Rong donde dio vida a Hua Rong, la elegante y burbujeante hija de una familia acomodada que termina enamorándose profundamente del pirata Qin Shangcheng (Yuan Hao), hasta el final de la serie el 8 de enero del 2020.
En octubre de 2020 se anunció que volvería a interpretar a Hua Rong durante la segunda temporada de la serie "The Romance of Hua Rong" titulada The Romance of Hua Rong 2. La serie se espera sea estrenada en el 2021.
En enero del 2021 se unirá al elenco de la serie Being a Hero donde dará vida a la oficial de la policía Lan Anran.

## Filmografía

### Series de televisión
| Año           | Título                          | Personaje           | Notas                      |
| ------------- | ------------------------------- | ------------------- | -------------------------- |
| 2021-presente | Faith Makes Great               | An Ran              | historia: "Xin Hao"        |
| 2021-presente | The Romance of Hua Rong 2       | Hua Rong            | (drama web)                |
| 2021          | Kuang Lie (狂猎)                | Ye Xiaowan (叶小婉) |                            |
| 2020          | The Romance of Hua Rong Special | Hua Rong            | 1 episodio                 |
| 2019-2020     | The Romance of Hua Rong         | Hua Rong            | 24 episodios - (drama web) |
| 2019          | Rules of Zoovenia               | He Xiaoqing         | 24 episodios               |

### Programas de variedades
| Año  | Título                                    | Notas   |
| ---- | ----------------------------------------- | ------- |
| 2018 | Brother, Stop Making Trouble (哥哥别闹啦) | miembro |
| 2018 | 青春芒果夜 Forever Young                  |         |